# Jessica Ashwood
Jessica Ashwood (Darlinghurst, 28 aprile 1993) è una nuotatrice australiana.

## Carriera
Nel 2016, ai Giochi Olimpici di Rio de Janeiro, ha fatto parte, anche se solo in batteria, della squadra australiana che ha conquistato la medaglia d'argento nella 4x200m stile libero.

## Palmarès
- Giochi olimpici

Rio de Janeiro 2016: argento nella 4x200m sl.
- Mondiali

Kazan 2015: bronzo nei 400m sl.
- Giochi del Commonwealth

Gold Coast 2018: argento negli 800m sl.